# 塩化ツリウム(III)
塩化ツリウム(III)(Thulium(III) chloride)は、ツリウムと塩素からなる無機化合物で、化学式はTmCl3である。黄色結晶を形成する。八面体型のツリウムイオンを含む、YCl3（AlCl3）型の層状構造を持つ。近赤外線光触媒に用いるエキゾチックなナノ構造体を作るための出発物質となる。

## 合成
塩化ツリウム(III)は、酸化ツリウム(III)または炭酸ツリウム(III)と塩化アンモニウムの反応で得られる。
Tm
2O
3 + 6 NH
4Cl → 2 TmCl
3 + 6 NH
3 + 2 H
2O
塩化ツリウム(III)の六水和物は、酸化ツリウム(III)を濃塩酸に付加することで得られる。
2 Tm + 6 HCl → 2 TmCl
3 + 3 H
2
また、ツリウムと塩素の直接反応でも得られる。
2 Tm + 3 Cl
2 → 2 TmCl
3

## 性質
明るい黄色の粉末である。六水和物は明るい緑色の吸湿性固体である。どちらも水に溶ける。結晶は単斜晶系で、空間群は塩化アルミニウム（III)と同じC2/m (No. 12)である。
強塩基と反応し、酸化ツリウム(III)となる。